# Ewald Friedrich von Hertzberg

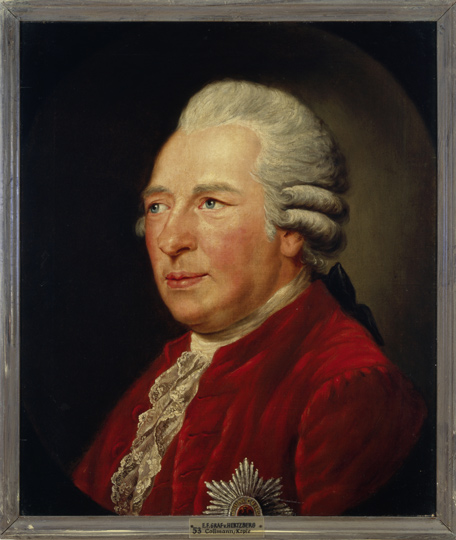
Ewald Friedrich Graf von Hertzberg, Gemälde von Ferdinand Collmann nach Anton Graff, 1789, Gleimhaus, Halberstadt

Ewald Friedrich von Hertzberg, auch Herzberg geschrieben (* 2. September 1725 in Lottin bei Ratzebuhr in Hinterpommern; † 27. Mai 1795 in Berlin), seit 1786 Graf von Hertzberg, war ein preußischer Staatsmann.

## Leben
Hertzberg war Abkömmling einer alten pommerschen Adelsfamilie. Sein Vater war Kaspar Detlof von Hertzberg (1684–1753) Erbherr auf Lottin und ehemaliger sardischer Major. Seine Mutter war Elisabeth Christine von Kettwig († 1731) aus dem Haus Pessin. Er hatte zunächst das Akademische Gymnasium in Stettin besucht, an dem Michael Friedrich Quade (1682–1757) einer seiner Lehrer gewesen war. Seit 1742 studierte er an der Universität Halle als Schüler Ludewigs deutsches Staatsrecht und Geschichte sowie – als Schüler Christian Wolffs – Philosophie. Mit der Dissertation De unionibus et comitiis electoralibus indulti illustris ictorum ordinis erwarb er 1745 die akademische Würde eines Dr. jur. Er wollte im diplomatischen Dienst Fuß fassen und hatte seine Dissertation dem ersten Kabinettsminister, Heinrich Graf von Podewils, gewidmet und außerdem einen Verwandten um eine Empfehlung bei ihm und beim König gebeten. Anschließend begab er sich nach Berlin, um eine Laufbahn im preußischen Staatsdienst in Angriff zu nehmen.
Zunächst war Hertzberg als Hilfsarbeiter im preußischen Geheimen Kabinettsarchiv tätig, dessen Leitung er 1750 übernahm. 1752 wurde er zum Geheimen Legationsrat ernannt. Seit 1754 nahm er als expedierender Sekretär an der Ausfertigung aller wichtigen Depeschen im Kabinettsministerium teil. 1758 verfasste er das den preußischen Einmarsch in Sachsen legitimierende Mémoire raisonné.
1763 leitete er als preußischer Bevollmächtigter die Verhandlungen zum Frieden von Hubertusburg. Am 15. Februar 1763 unterzeichnete er die Friedensverträge mit Österreich und Sachsen über die Beendigung des Siebenjährigen Krieges. Im selben Jahr wurde er neben Karl Wilhelm Graf von Finckenstein zweiter Staats- und Kabinettsminister unter Friedrich II.
Hertzbergs Einfluss auf die preußische Außenpolitik unter Friedrich dem Großen war begrenzt, weil der König diese persönlich leitete. Dennoch hatte Hertzbergs anti-österreichischer Kurs Einfluss auf die Politik, die 1772 zur ersten Teilung des Doppelstaats Polen-Litauen führte, zum Bayerischen Erbfolgekrieg (1778/1779) und zur Gründung des Deutschen Fürstenbundes im Jahr 1785. Er ist maßgeblich an den Vorverhandlungen zum Warschauer Vertrag von 1773 beteiligt gewesen, in dem die Übereignung Pommerellens an Preußen und der endgültige Verzicht Polens auf das Gebiet von Draheim festgeschrieben wurden.
Friedrichs Neffe und Nachfolger, Friedrich Wilhelm II., war Hertzberg zunächst wohlgesonnen. Eine seiner ersten Amtshandlungen ist es gewesen, Hertzberg den Schwarzen Adlerorden zu verleihen. Bei der Huldigung in Königsberg erhob er Hertzberg am 14. Februar 1786 in den preußischen Grafenstand. Auf ein Gesuch Hertzbergs hin, dessen Ehe kinderlos geblieben war, gewährte er auch Hertzbergs Bruder Franz Rudolf und Vettern Oberst Karl von Hertzberg und Major Friedrich Wilhelm von Herzberg, die als seine Erben vorgesehen waren, die gleiche Standeserhöhung. Einem entsprechenden Antrag Hertzbergs nachkommend, ernannte ihn Friedrich Wilhelm II. vierzehn Tage nach dem Regierungswechsel zum Kurator der Preußischen Akademie der Wissenschaften.
Hertzberg konnte nun einige Jahre lang die Außenpolitik mit hochfliegenden Plänen mitgestalten, jedoch mit mäßigem Erfolg. Als Leiter der Außenpolitik unter Friedrich Wilhelm II. bemühte sich Hertzberg seit 1786, der österreichisch-französischen Allianz eine Koalition Preußens mit den Seemächten Russland und Skandinaviens entgegenzustellen und Österreich durch einen Gebietsaustausch auf den Balkan zu verweisen. Dieser Plan war zum Scheitern verurteilt, als 1790 eine Annäherung zwischen Preußen und Österreich zustande kam, die in der Konvention von Reichenbach ihren Niederschlag fand. 1791 schied Hertzberg als Kabinettsminister aus und verblieb bis zu seinem Tode in dem 1786 übernommenen Amt des Kurators der Preußischen Akademie der Wissenschaften.
Hertzberg gilt als Vertreter der Aufklärung. In seinen 1780 und 1793 an den Gedenktagen der Preußischen Akademie der Wissenschaften gehaltenen berühmten Reden charakterisierte er die preußische Monarchie als ‚Vernunftstaat‘, in dem unter der Herrschaft der Gesetze die bürgerliche Freiheit bestmöglich gesichert sei.
Hertzberg war seit 1752 mit Hyma Maria von Inn- und Knyphausen (1724–1796), der Tochter des Ministers Friedrich Ernst zu Innhausen und Knyphausen (1678–1731), verheiratet. Durch die Heirat wurde er Herr auf Schloss Britz bei Berlin und führte dort den Seidenanbau ein. Das Paar hatte keine Kinder. Ab 1769 besaß er auch ein Haus in der Niederwallstraße in Berlin (ab 1799 Niederwallstraße 12). Im Jahr 1790 wurde er zum Mitglied der Leopoldina gewählt. Im selben Jahr wurde er Ehrenmitglied (Honorary Fellow) der Royal Society of Edinburgh. Zudem war er Mitglied der Akademie der Wissenschaften zu Göttingen.

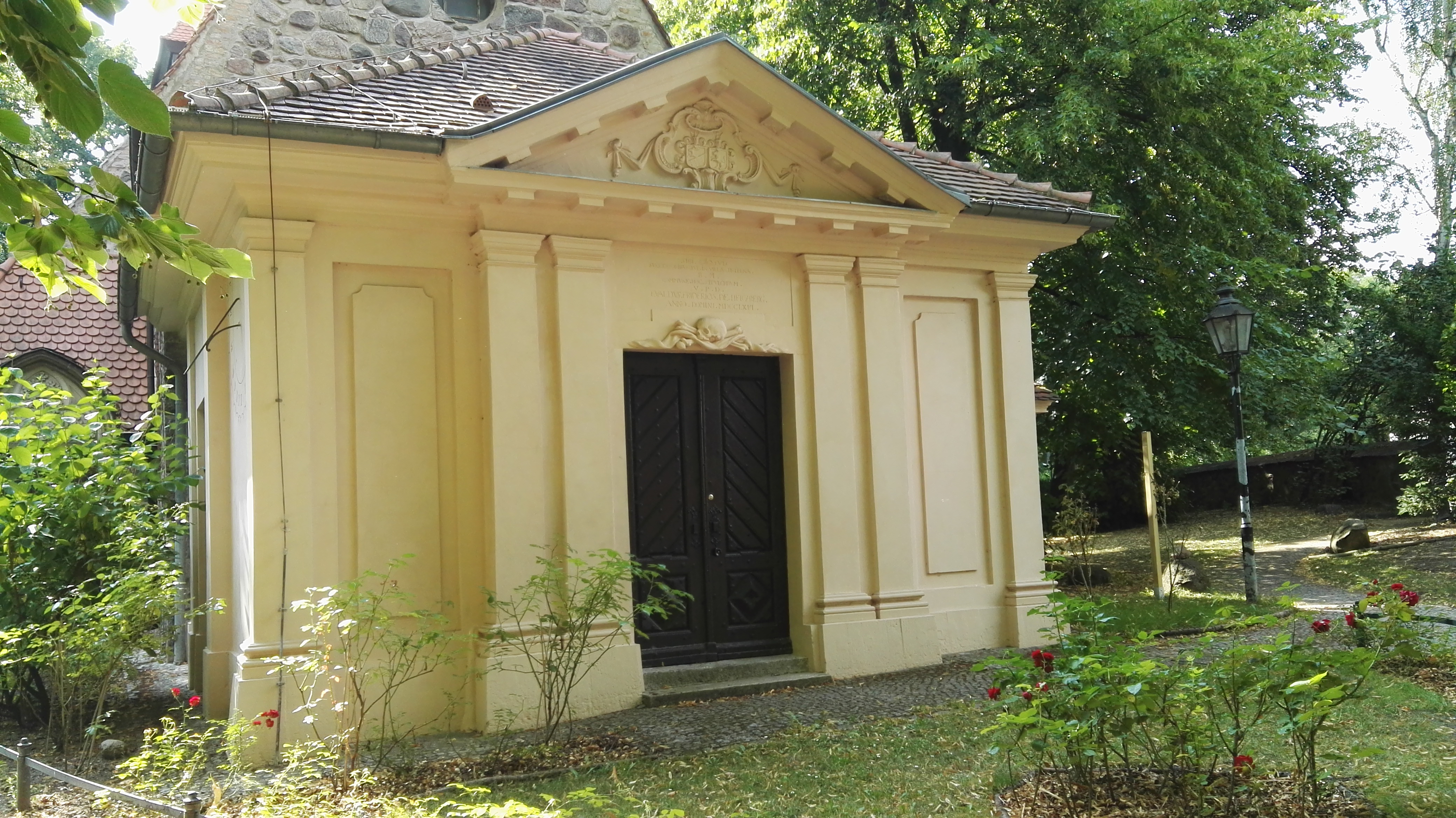
Erbbegräbnis Ewald Friedrich von Hertzberg Friedhof Dorfkirche Britz

Er starb in seinem Haus in Berlin und liegt in der Britzer Dorfkirche begraben. 
In Berlin-Neukölln, in der Umgebung von Britz, wurden 1895/1901 Hertzbergstraße und Hertzbergplatz nach ihm benannt.

## Werke (Auswahl)
- Abhandlung, worin man die Ursachen der Überlegenheit der Teutschen über die Römer zu entwickeln sucht. Berlin 1780; 28 Seiten, archive.org (Vgl. hierzu auch G. Knoll in: Geist und Macht. Berlin 2005, S. 83. (Digitalisat))
- Landbuch des Churfürstentums und der Mark Brandenburg. Berlin / Leipzig 1781. (Titel-Digitalisat)
- Abhandlung über die beste Regierungsform, 1784.
- Über den wahren Reichtum der Staaten, das Gleichgewichts des Handels und der Macht. 1786; 24 Seiten; archive.org.
- Mémoire historique sur la dernière année de la vie de Frédéric II, roi de Prusse. Neuchatel 1787; 102 Seiten, archive.org, englische Übersetzung: (Digitalisat)
- Historische Nachricht von dem ersten Regierungs-Jahre Friedrich Wilhelm II. 1787. Aus dem Französischen übersetzt. (Digitalisat)
- Abhandlung über das wahre Ideal einer guten Geschichte und über das zweite Regierungsjahr Friedrich Wilhelms II., Königs von Preußen. Frankfurt 1789; 55 Seiten, archive.org.
- Ewald Friedrich Graf von Herzberg. Chemnitz 1796; 73 Seiten: (Digitalisat)
- Neues Wörterbuch der Politik. 1796; archive.org.